# Krakowski Międzynarodowy Festiwal Kompozytorów
Krakowski Międzynarodowy Festiwal Kompozytorów (1989–2013: Dni Muzyki Kompozytorów Krakowskich, 2014–2019: Międzynarodowy Festiwal Kompozytorów Krakowskich) – festiwal muzyki współczesnej organizowany corocznie od 1989 roku przez Związek Kompozytorów Polskich Oddział Kraków. Od 2020 roku funkcjonuje jako Krakowski Międzynarodowy Festiwal Kompozytorów.
Pierwsza edycja festiwalu odbyła się w 1989 roku z inicjatywy grupy, w skład której wchodzili: Jerzy Kaszycki, Juliusz Łuciuk, Maciej Negrey oraz Kazimierz Pyzik. Od początku dyrektorem festiwalu był Jerzy Stankiewicz, a w roku 2014 funkcję tę przejął Marcel Chyrzyński.
W ramach festiwalu prezentowana jest muzyka XX wieku i najnowsza, ze szczególną obecnością dzieł twórców krakowskich takich jak Krzysztof Penderecki, Marek Stachowski, Juliusz Łuciuk, Roman Berger, Krystyna Moszumańska-Nazar, Henryk Mikołaj Górecki oraz z krajów ościennych m.in. Czech, Słowacji, Ukrainy, a także Szwajcarii. Tradycyjnie koncerty rozpoczynają się w Zielone Święta.